# 그리스어파
그리스어파 또는 헬레닉어파(영어: Hellenic languages)는 인도유럽어족의 한 어파이다. 그리스어가 여기에 속한다.

## 개요
현재 그리스어파에 속하는 언어는 그리스어 뿐이나, 그 방언과 고대 그리스어 등도 포함될 수 있다. 또한 고대 마케도니아어를 포함할 수 있다. 프리기아어와 가장 가까운 관계였다고 생각되며, 현존하는 어파 중에서는 알바니아어에 가장 가깝다는 연구도 있다.